# Honky Tonk (téléfilm)
Pour les articles homonymes, voir Honky tonk (homonymie).
Pour plus de détails, voir Fiche technique et Distribution.
Honky Tonk est un téléfilm américain réalisé par Don Taylor diffusé en sur NBC le 1er avril 1974.

## Fiche technique
- Titre original : Honky Tonk
- Réalisation : Don Taylor
- Scénario : Douglas Heyes
- Directeur artistique : Richard Y. Haman
- Décorateur de plateau : Raymond Paul
- Costume and Wardrobe Department :
  - Norman A. Burza[1] (men's costumer)
  - Sylvia Liggett (costumer: women)
- Maquillage : Rod Wilson (makeup artist)
- Photographie : Joseph F. Biroc[2]
- Montage : Henry Batista
- Musique : Jerry Fielding
- Production : 
  - Producteur : Hugh Benson
  - Producteur exécutive : Douglas Heyes
  - Producteur associée : Dann Cahn
- Société(s) de production : Douglas Heyes Production, MGM Television
- Société(s) de distribution : NBC
- Pays d'origine :  États-Unis
- Année : 1974
- Langue originale : anglais
- Format : couleur (Metrocolor) – 35 mm – 1,33:1 – mono
- Genre : comédie, romance, western
- Durée : 73 minutes
- Dates de diffusion : 
  - États-Unis : 1er avril 1974 (NBC)

## Distribution
- Richard Crenna : Candy Johnson
- Stella Stevens : Gold Dust
- Will Geer : Le juge Cotton
- Margot Kidder : Lucy Cotton
- John Dehner : Brazos
- Geoffrey Lewis : Roper
- James Luisi : Blackie
- Gregory Sierra : Slade
- Richard Farnsworth[3] : Conducteur
- Richard Stahl : Mr Arnold

## Autour du téléfilm
- C'est un remake pour la télévision du film américain Franc jeu[4] réalisé par Jack Conway en 1941.